# Гизенсдорф
Гизенсдорф (нем. Giesensdorf) — община в Германии, в земле Шлезвиг-Гольштейн. 
Входит в состав района Герцогство Лауэнбург. Подчиняется управлению Лауэнбургише Зеен.  Население составляет 107 человек (на 31 декабря 2010 года). Занимает площадь 2,73 км².